# Assassinato de Martin Luther King Jr.
Martin Luther King Jr., um ativista americano do movimento dos direitos civis, foi fatalmente baleado no Motel Lorraine em Memphis, Tennessee, em 4 de abril de 1968, às 18h01 CST. Ele foi levado às pressas para o Hospital São José, onde foi declarado morto às 19h05, aos 39 anos.
King foi um importante líder do movimento dos direitos civis e laureado com o Prêmio Nobel da Paz, conhecido pelo uso da Não-violência e da Desobediência civil. O suposto assassino, James Earl Ray, um condenado em fuga da Penitenciária Estadual do Missouri, foi preso em 8 de junho de 1968, no Aeroporto de Heathrow de Londres, extraditado para os Estados Unidos e acusado do crime. Em 10 de março de 1969, Ray declarou culpa e foi condenado a 99 anos na Penitenciária do Estado do Tennessee. Mais tarde, ele fez várias tentativas de retirar sua declaração de culpa e de ser julgado por um júri, sem sucesso, antes de morrer em 1998.
A família King e outros acreditam que o assassinato foi resultado de uma conspiração envolvendo o governo dos EUA, a máfia e a Polícia de Memphis, como alegado por Loyd Jowers em 1993. Eles acreditam que Ray foi um bode expiatório. Em 1999, a família entrou com uma ação por morte por negligência contra Jowers no valor de 10 milhões de dólares. Durante o julgamento, ambos os lados apresentaram evidências que alegavam uma conspiração governamental. As agências governamentais acusadas não puderam se defender nem responder porque não foram citadas como rés. Com base nas evidências, o júri concluiu que Jowers e outros faziam parte de uma "conspiração para matar King" e concedeu à família os simbólicos 100 dólares que pediram a título de indenização. As alegações e a conclusão do júri de Memphis foram posteriormente contestadas pelo Departamento de Justiça dos Estados Unidos em 2000 devido à aparente falta de evidências.
O assassinato foi um dos quatro grandes assassinatos ocorridos na década de 1960 nos Estados Unidos, sucedendo vários anos após o Assassinato de John F. Kennedy em 1963 e o Assassinato de Malcolm X em 1965, e ocorrendo dois meses antes do Assassinato de Robert F. Kennedy em junho de 1968.

## Contexto

### Ameaças de morte
Já em meados da década de 1950, Martin Luther King Jr. recebia ameaças de morte por sua proeminência no movimento dos direitos civis. Ele enfrentou o risco de morte, inclusive após uma tentativa de esfaqueamento quase fatal em 1958, e incorporou essa realidade à sua filosofia. King ensinava que o assassinato não poderia interromper a luta pelos direitos iguais. Após o assassinato do Presidente Kennedy em 1963, King disse à sua esposa, Coretta Scott King, "É isso que vai acontecer comigo também. Eu continuo te dizendo, esta é uma sociedade doente."

### Memphis
King viajou para Memphis, Tennessee, em apoio aos trabalhadores afro-americanos de saneamento da cidade que estavam em greve. Na época, Memphis pagava aos trabalhadores negros apenas 1 dólar por hora. Além disso, não havia uniformes fornecidos pela cidade, tampouco banheiros públicos, sindicatos reconhecidos ou procedimentos formais para reclamação das inúmeras vezes em que eram mal remunerados.
Essas condições precárias foram impostas pelo prefeito Henry Loeb, e, durante seu mandato, a situação não melhorou significativamente. Isso, juntamente com a morte de dois trabalhadores em um caminhão compactador de lixo em 1º de fevereiro de 1968, levou os trabalhadores a conspirarem para realizar uma greve em protesto em 11 de fevereiro de 1968. A greve começou no dia seguinte e durou mais de 2 meses.

#### Chegada do Dr. King
Após ser contatado pelo Reverendo James Lawson Jr., King voou para Memphis em 18 de março para ajudar os grevistas e anunciou que lideraria uma marcha em poucos dias. O Dr. King e o Reverendo Ralph Abernathy, colega e amigo, iniciaram essa marcha pacífica no Templo Clayborn em 28 de março. Cerca de 6.000 pessoas participaram da marcha, que, contudo, terminou em violência.
King ficou profundamente abalado com o fracasso da marcha e deixou Memphis no dia seguinte, retornando, porém, acompanhado de Abernathy e do assistente administrativo Bernard Scott Lee em 3 de abril, embora seu voo tenha sido adiado devido a uma ameaça de bomba. King então registrou-se no quarto 306 do Motel Lorraine por volta das 11h20, antes de sair pouco depois do meio-dia para uma reunião, anunciando que lideraria outra marcha em 5 de abril.
Nesse meio-tempo, alertas de tornado foram emitidos naquela tarde, e chuvas intensas atingiram a cidade durante a noite. Apesar do clima, King conseguiu chegar a tempo para proferir um discurso planejado a uma reunião no Templo Mason (também conhecido como a sede mundial da Igreja de Deus em Cristo), onde cerca de 2.000 pessoas o aguardavam.

#### Discurso "Já estive no cume da montanha"
No Templo Mason, na noite de 3 de abril, King proferiu seu famoso discurso "Já estive no cume da montanha", que logo se revelou como o seu último. Inicialmente, King havia pedido a Abernathy que falasse em seu lugar, mas, ao perceber o entusiasmo da multidão no templo, foi instado a dirigir-se ao público, o que aceitou.
Durante o discurso, ele recordou a tentativa de assassinato de 1958, mencionando que o médico que o tratara havia afirmado que, por o instrumento utilizado na tentativa estar tão próximo de sua aorta, qualquer movimento repentino, até mesmo um espirro, poderia tê-lo matado. Ele fez referência a uma carta escrita por uma menina que lhe dizia estar feliz por ele não ter espirrado. Usou essa referência para afirmar:
Eu também estou feliz por não ter espirrado. Porque, se eu tivesse espirrado, não estaria aqui em 1960, quando estudantes de todo o Sul começaram os "sit-ins" nos balcões de lanchonetes. Se eu tivesse espirrado, não estaria aqui em 1961, quando decidimos viajar em nome da liberdade e acabar com a segregação no transporte interestadual.
Ao se aproximar do final, ele profeticamente mencionou a ameaça de bomba:
E então cheguei a Memphis. E alguns começaram a falar das ameaças... ou a comentar sobre as ameaças que vinham. O que aconteceria comigo por parte de alguns de nossos doentes irmãos brancos? Bem, eu não sei o que acontecerá agora. Temos dias difíceis pela frente. Mas, para mim, isso já não importa. Porque já estive no cume da montanha. E não me importo. Como qualquer pessoa, eu gostaria de viver muito tempo. A longevidade tem seu valor. Mas agora não estou preocupado com isso. Só quero cumprir a vontade de Deus. E Ele me permitiu subir a montanha. E eu olhei lá de cima. E eu vi a terra prometida. Pode ser que eu não chegue lá com vocês. Mas quero que saibam, esta noite, que nós, como povo, chegaremos à terra prometida! E assim estou feliz, esta noite. Não me preocupo com nada. Não temo nenhum homem. Meus olhos já viram a glória da vinda do Senhor!

## Quinta-feira, 4 de abril de 1968

### Eventos antes do assassinato

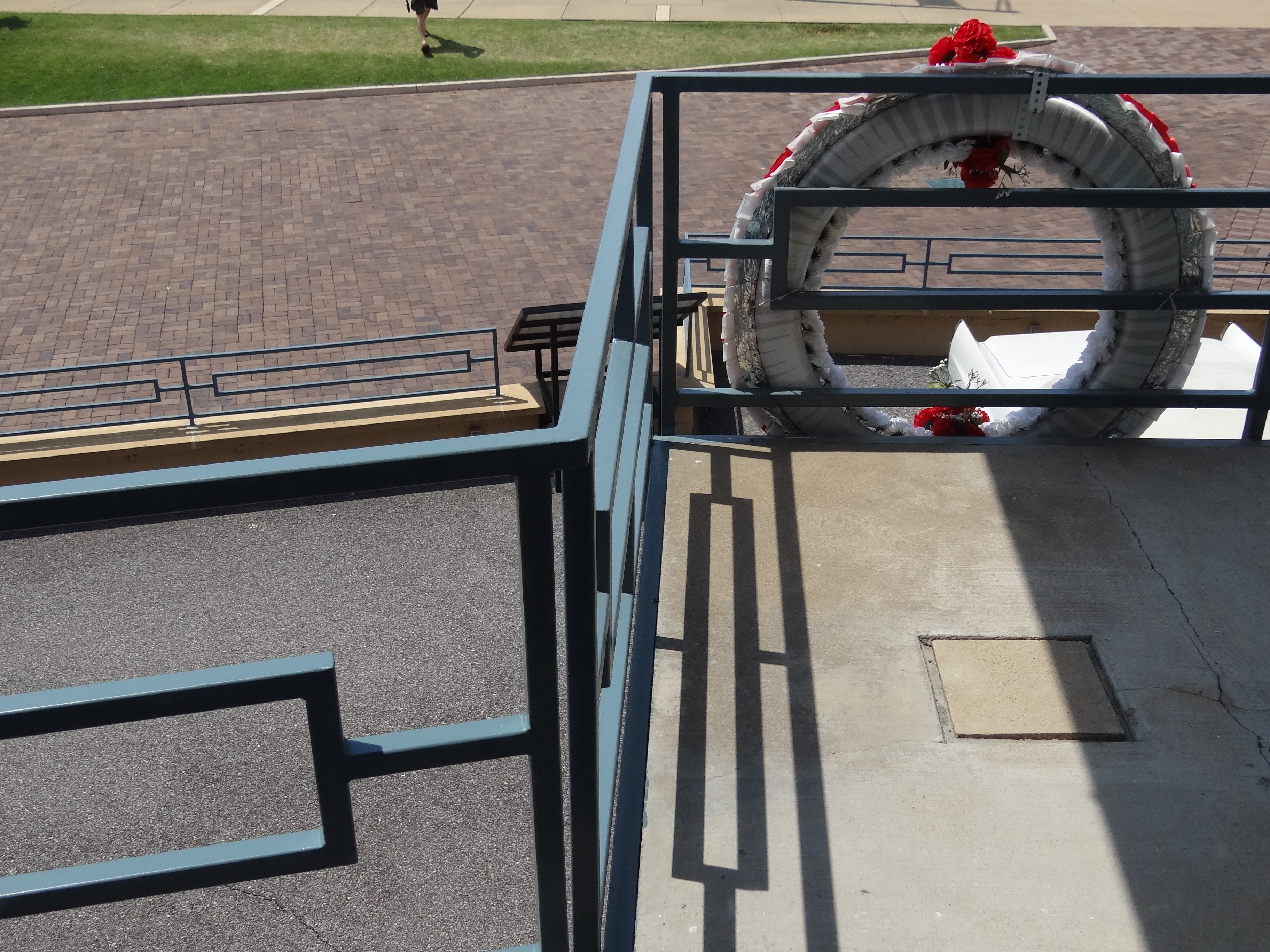
A localização aproximada do Dr. King quando foi baleado fatalmente em 4 de abril de 1968 no Motel Lorraine. A localização está marcada com uma guirlanda branca e uma placa no piso da sacada.

Após a noite de 3 de abril transitar para 4 de abril, o irmão de King, A.D King, registrou-se no quarto 201 do Motel Lorraine por volta da 1h, vindo da Flórida. Depois que King despertou, Walter Bailey, o proprietário do Motel Lorraine na época, afirmou posteriormente que o Dr. King parecia particularmente contente naquele dia.
King então participou de uma reunião da equipe da SCLC naquela manhã, e a marcha que havia sido organizada para ocorrer em 5 de abril foi adiada para a segunda-feira seguinte, 8 de abril. Após a reunião, Abernathy e King almoçaram por volta da 13h, antes que Abernathy tirasse um cochilo, e King foi visitar seu irmão para conversar com ele.
Por volta das 16h, Abernathy foi acordado do cochilo pelo telefone em seu quarto do motel, onde o Dr. King o chamou para se juntar a eles. Após entrarem no quarto 201, os três conversaram por cerca de uma hora, antes de retornarem ao quarto por volta das 17h, e King informou Abernathy que iriam à casa do Reverendo Billy Kyles para jantar.
Eles então se barbeiaram e se vestiram para a ocasião, e Abernathy disse a King que não conseguiria participar da marcha dos pobres que ocorreria ainda naquele mês. Em resposta, King disse a Abernathy que consideraria não ir a Washington sem ele, e tentou ligar para o Reverendo Nutrell Long para ver se ele poderia cuidar do culto, mas não conseguiu contactá-lo. Por volta das 17h30, Abernathy concordou em ir para Washington com o Dr. King, antes que Kyles aparecesse no quarto 306, instando-os a se apressarem, pois logo sairiam.
As últimas palavras de King foram dirigidas ao músico Ben Branch, que estava escalado para se apresentar naquela noite em um evento programado. King disse: "Ben, certifique-se de tocar 'Take My Hand, Precious Lord' na reunião de hoje à noite. Toque bem bonito." Em resposta, Branch disse: "Beleza, Doutor, eu toco."
De acordo com o Rev. Samuel Kyles, que estava a alguns metros de distância, King inclinava-se sobre a grade da sacada em frente ao quarto 306 quando um único disparo soou. A bochecha direita de King foi atingida às 18h01 por um único projetil .30-06 disparado de um rifle Remington Model 760, quebrando sua mandíbula antes de se alojar em seu ombro (ver mais na subseção Relatório da autópsia). A força do projétil arrancou a gravata de King, antes de ele cair para trás, diagonalmente, sobre a sacada.

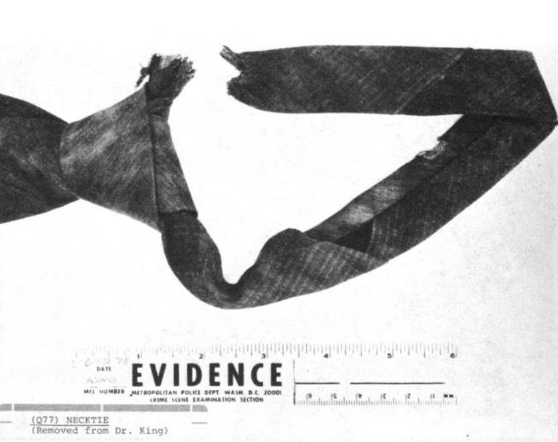
A gravata do Dr. King após ser assassinada. O lado direito do nó foi "completamente cortado."

Andrew Young foi um dos primeiros a socorrer King e, embora inicialmente tenha acreditado que ele estivesse morto, constatou que King ainda tinha pulso. Pouco depois, a cabeça de King foi colocada sobre um travesseiro, o ferimento no pescoço foi coberto com uma toalha e um cobertor foi colocado sobre seu tórax. Em seguida, ele perdeu a consciência.
Adicionalmente, o fotógrafo Joseph Louw, que aguardava para cobrir a próxima etapa da campanha de King, estava hospedado no quarto 309 no dia do assassinato. Por volta das 18h, Louw assistia à televisão em seu quarto, quando ouviu o que inicialmente soou como uma "explosão alta". Louw então correu para fora e viu que King havia sido baleado. Ele era o único fotógrafo na área e, logo em seguida, retornou ao quarto para pegar suas câmeras, tirando várias fotos da cena.

### Consequências imediatas
Cerca de 2 minutos após o disparo, a notícia foi transmitida para a polícia, que estava posicionada do outro lado da rua. Às 18h09, King foi colocado em uma macas, transferido para uma ambulância, escoltado por vários policiais em motocicletas. Por volta das 18h15, King chegou à Sala 1 do Hospital São José, ainda inconsciente, mas vivo.
Ao chegar ao Hospital São José (Memphis, Tennessee), o Dr. Ted Gaylon foi o primeiro a examinar a condição de King e logo constatou que King ainda estava vivo. Contudo, Dr. Gaylon constatou que King apresentava um pulso fraco e um padrão respiratório irregular. Ele também apresentava grandes feridas no rosto e no pescoço, mas não estava sangrando excessivamente, provavelmente devido ao choque hipovolêmico. O Dr. John Reisser e o Dr. Rufus Brown logo se juntaram à tentativa de salvar a vida de King, conseguindo manejar a via aérea às 18h18.
Às 18h22, o Dr. Jerome Barrasso auxiliou em uma traqueostomia, antes de assumir a tentativa de ressuscitação às 18h30 juntamente com o neurocirurgião Fredrick Gioia. Quinze minutos depois, a pressão arterial de King tornou-se indetectável e seu eletrocardiograma passou a exibir um ritmo agonal. Após consulta com os Drs. Joe Wilhite e Julian Fleming, determinou-se que King não apresentava "sinais de vida." Foram feitas várias tentativas adicionais de salvá-lo, mas seu eletrocardiograma ficou em linha morta, e suas pupilas ficaram fixas. King foi declarado morto pelo Dr. Barraso às 19h05.

## Reações

### Coretta Scott King
A viúva de King, Coretta, teve dificuldade em informar seus filhos de que o pai havia morrido. Ela recebeu inúmeros telegramas, entre eles um de Marguerite Oswald, mãe de Lee Harvey Oswald, que ela considerou o que mais a emocionou.

### Dentro do movimento

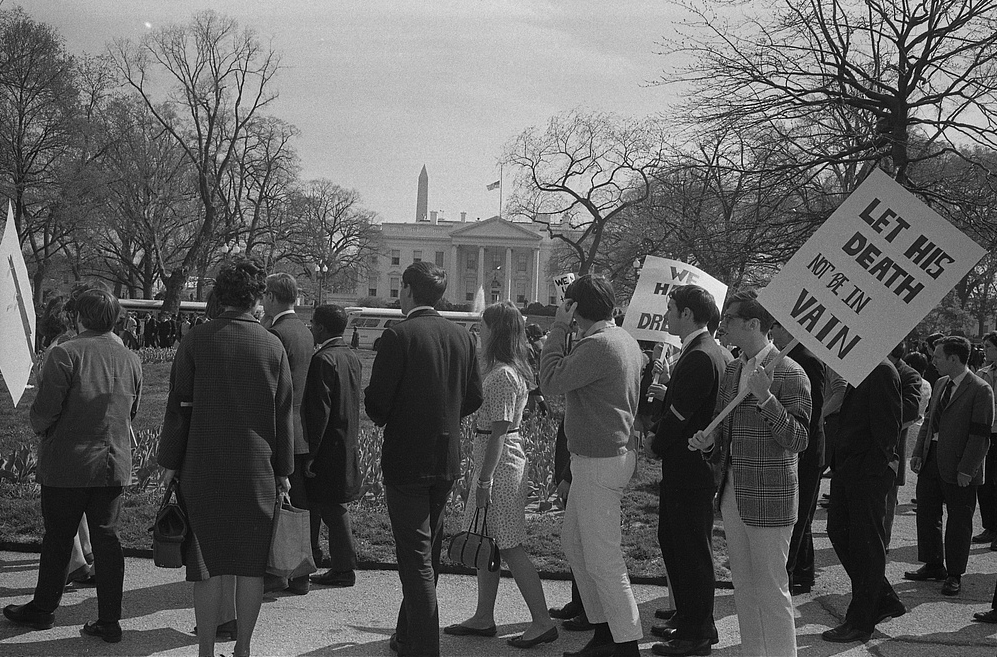
Manifestante com uma placa que dizia "Que sua morte não seja em vão", em frente à Casa Branca, após o assassinato de Martin Luther King Jr.

Para alguns, o assassinato de King significou o fim da estratégia da Não-violência. Outros no movimento reafirmaram a necessidade de dar continuidade à obra de King e do movimento. Líderes da SCLC confirmaram que seguiriam com a Campanha dos Pobres naquele ano, apesar da perda de King. Alguns líderes negros defenderam a necessidade de continuar a tradição de não-violência de King e do movimento.

### Discurso de Robert F. Kennedy
No dia do assassinato, enquanto estava em campanha pela indicação presidencial Democrata em Indiana, o senador Robert F. Kennedy soube do disparo antes de embarcar para Indianapolis, Indiana. Kennedy estava programado para fazer um discurso em um bairro predominantemente negro. Ele só soube da morte de King após aterrar em Indianapolis.
O porta-voz de imprensa de Kennedy, Frank Mankiewicz, sugeriu que ele pedisse à plateia que orasse pela família King e seguisse a prática de não-violência de King. Mankiewicz e o redator Adam Walinsky prepararam notas para o uso de Kennedy, mas ele as recusou, utilizando algumas que provavelmente havia escrito durante o trajeto até o local do discurso. Em pé sobre um caminhão baú, ele falou por 4 minutos e 57 segundos.
Kennedy foi o primeiro a informar à plateia que King havia morrido. Alguns dos presentes gritaram e lamentaram em agonia. Vários assessores de Kennedy temeram que a divulgação dessa informação pudesse provocar tumultos. Quando a plateia se aquietou, Kennedy reconheceu que muitos estariam dominados pela ira. Ele disse: "Para aqueles de vocês que são negros e estão tentados a se encher de ódio e desconfiança diante da injustiça de tal ato, contra todos os brancos, só posso dizer que também sinto em meu coração o mesmo sentimento. Tive um membro da minha família morto, mas ele foi morto por um homem branco."
O discurso de Kennedy foi creditado por ajudar a evitar tumultos após o assassinato em Indianapolis, numa noite em que tais eventos eclodiram em grandes cidades do país. É amplamente considerado um dos maiores discursos da história dos Estados Unidos.
Kennedy cancelou todas as aparições programadas na campanha e retirou-se para o seu quarto de hotel. Várias conversas telefônicas com líderes da comunidade negra o convenceram a se pronunciar contra a retaliação violenta que começava a emergir pelo país. No dia seguinte, Kennedy proferiu uma resposta preparada, "On the Mindless Menace of Violence", em Cleveland, Ohio. Embora ainda considerado significativo, esse discurso recebe muito menos atenção histórica do que o de Indianapolis.

### Presidente Lyndon B. Johnson
O presidente Lyndon B. Johnson estava no Gabinete Oval naquela noite, planejando uma reunião no Havaí com comandantes militares da Guerra do Vietnã. Após ser informado pelo porta-voz George Christian às 20h20 do assassinato, Johnson cancelou a viagem para se concentrar na nação. Ele designou o Procurador-Geral Ramsey Clark para investigar o assassinato em Memphis. Johnson fez uma ligação pessoal para a esposa de King, Coretta Scott King, e declarou 7 de abril como dia nacional de luto, determinando que a bandeira dos EUA fosse hasteada a meio mastro.

### Túmulos de fúria
Colegas de King no movimento dos direitos civis pediram uma resposta não violenta ao assassinato, a fim de homenagear suas convicções mais profundas. James Farmer disse:
O Dr. King ficaria profundamente entristecido ao descobrir que seu sangue desencadeou derramamento de sangue e desordem. Creio que, ao invés disso, a nação deveria permanecer em silêncio; negros e brancos, e deveríamos estar em um clima de oração, o que estaria de acordo com a vida dele. Devemos fazer essa dedicação e compromisso com os objetivos que sua vida ajudou a solucionar os problemas internos. Esse é o memorial, esse é o tipo de memorial que deveríamos construir para ele. Não é apropriado que haja retaliações violentas e esse tipo de manifestação após o assassinato desse pacifista e homem de paz.
Entretanto, o mais militante Stokely Carmichael clamou por uma ação enérgica, dizendo:
A América branca matou o Dr. King na noite passada. Ela facilitou muito a vida de um grande número de negros hoje. Já não há necessidade de discussões intelectuais; os negros sabem que precisam conseguir armas. A América branca viverá lamentando ter matado o Dr. King na noite passada. Teria sido melhor se ela tivesse matado Rap Brown e/ou Stokely Carmichael, mas quando matou o Dr. King, ela se perdeu.
Apesar dos apelos por calma feitos por muitos líderes, uma onda nacional de distúrbios eclodiu em mais de 100 cidades. Após o assassinato, a cidade de Memphis rapidamente resolveu a greve em termos favoráveis aos trabalhadores de saneamento.

### Reações

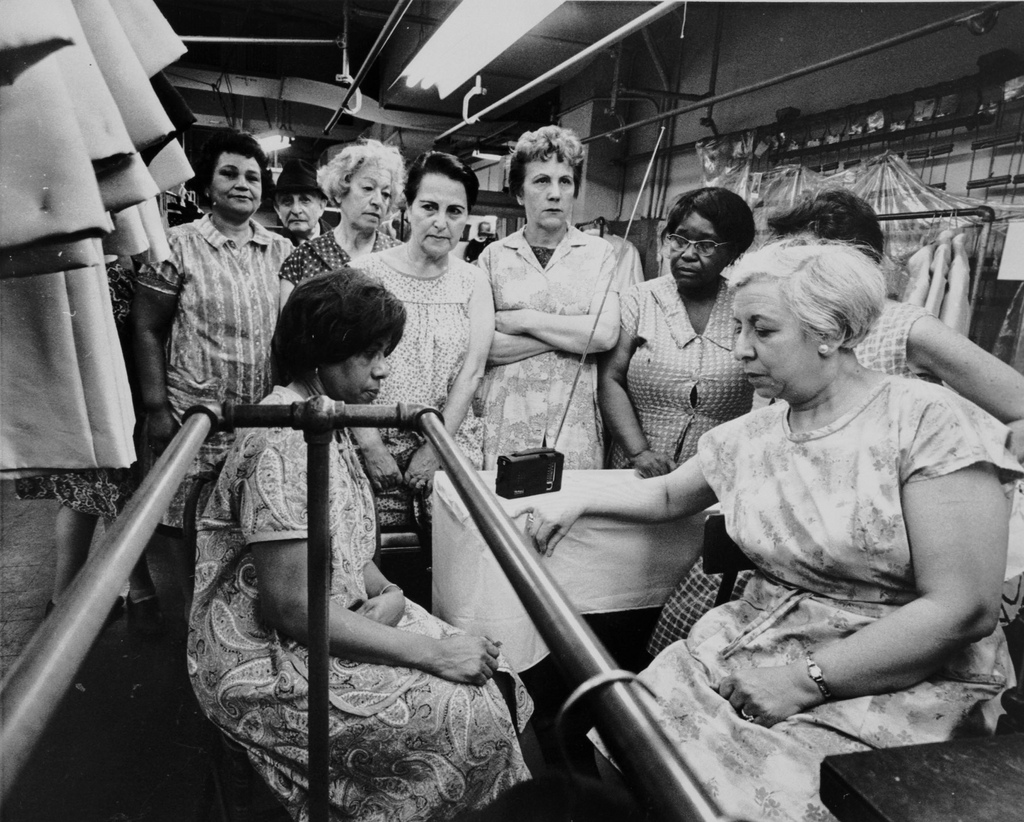
Trabalhadores de confecção ouvem o serviço fúnebre de King em um rádio portátil, 9 de abril de 1968

Em 8 de abril, a viúva de King, Coretta Scott King, e seus quatro filhos pequenos lideraram uma multidão estimada em 40.000 pessoas em uma marcha silenciosa pelas ruas de Memphis para homenagear King e apoiar a causa dos trabalhadores negros de saneamento da cidade.
No dia seguinte, os ritos fúnebres foram realizados na cidade natal de King, Atlanta, Geórgia. O serviço na Igreja Batista Ebenezer foi televisionado nacionalmente, assim como outros eventos. Uma procissão fúnebre transportou o corpo de King por 3+1/2 milhas (0,81 km) pelas ruas de Atlanta, seguida por mais de 100.000 enlutados, desde a igreja até sua alma mater, o Morehouse College. Um segundo serviço foi realizado ali antes do sepultamento.
Após o assassinato de King, jornalistas relataram reações frias ou hostis por parte de alguns segmentos da população branca, especialmente no Sul. David Halberstam, que cobriu o funeral de King, relatou um comentário ouvido em uma elegante festa de jantar entre brancos:
Uma das esposas—de perua, com três filhos, casa de quarenta e cinco mil dólares—se inclinou e disse: "Eu gostaria que você tivesse cuspidido na cara dele por mim." Foi um momento impressionante; fiquei me perguntando por muito tempo o que King poderia ter feito para ela, de que maneira ele poderia tê-la ameaçado, por que tanto ódio apaixonado.
Repórteres relataram que muitos brancos também ficaram profundamente abalados com a morte do líder. Em alguns casos, o choque dos acontecimentos alterou opiniões. Uma pesquisa posteriormente enviada a um grupo de curadores de faculdades revelou que suas opiniões sobre King haviam melhorado após seu assassinato. O The New York Times elogiou King em um editorial, chamando seu assassinato de "desastre nacional" e sua causa de "justa".
Figuras públicas, em geral, elogiaram King nos dias que se seguiram à sua morte. Outros expressaram posições ideológicas. O governador George Wallace do Alabama, conhecido por sua postura segregacionista, descreveu o assassinato como um "ato insensato e lamentável". Mas o governador Lester Maddox da Geórgia chamou King de "inimigo do nosso país" e ameaçou "retomar pessoalmente" a bandeira do estado, que estava a meio mastro. O governador Ronald Reagan da Califórnia descreveu o assassinato como "uma grande tragédia que começou quando começamos a ceder à lei e à ordem e as pessoas passaram a escolher quais leis quebrariam". O senador de Carolina do Sul, Strom Thurmond, escreveu aos seus eleitores: "Estamos agora testemunhando o turbilhão semeado há anos, quando alguns pregadores e professores começaram a dizer que cada homem poderia ser seu próprio juiz em seu próprio caso."

## Investigação do FBI
O Federal Bureau of Investigation foi designado para liderar a investigação sobre a morte de King. J. Edgar Hoover, que anteriormente tentara minar a reputação de King, disse ao presidente Johnson que sua agência tentaria encontrar o(s) culpado(s). Muitos documentos relacionados à investigação permanecem classificados e estão programados para permanecer em sigilo até 2027. Em 2010, como em anos anteriores, alguns defenderam a aprovação de um proposto Ato de Coleção de Registros, semelhante à Lei de Coleção de Registros do Assassinato de John F. Kennedy de 1992 que tratava do Assassinato de John F. Kennedy, para exigir a liberação imediata dos registros. A medida não foi aprovada.

### Investigação Inicial

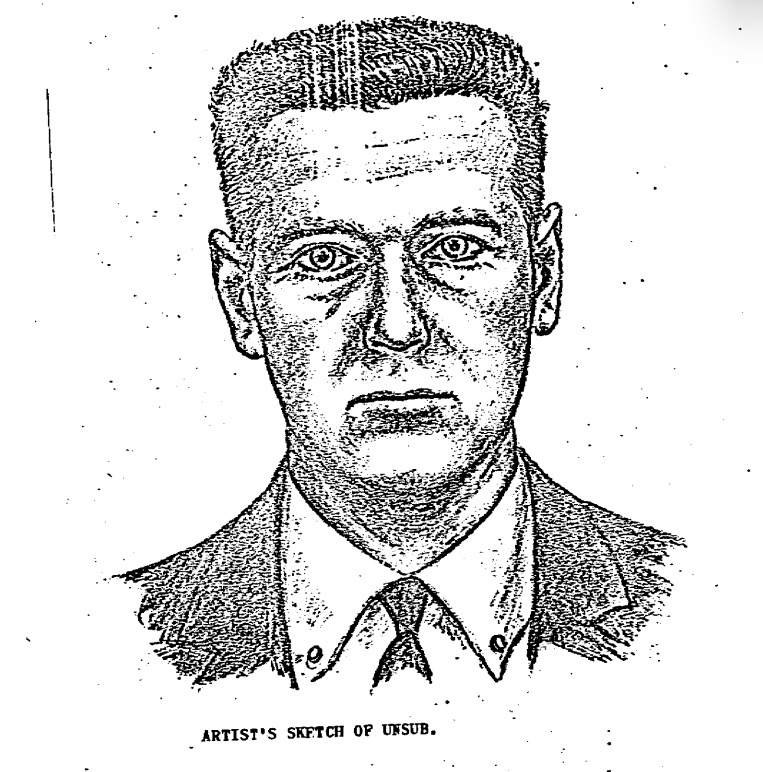
Um esboço facial do James Earl Ray. Publicado pela primeira vez pelo escritório de Birmingham, Alabama, em 17 de abril de 1968

Em 17 de abril de 1968, uma descrição, bem como vários esboços faciais do autor do crime, foram elaborados. Essa descrição indicava que o assassino de King era um homem branco, entre 36 e 38 anos, com altura entre 1,73 m e 1,78 m, pesando entre 75 e 79 kg, com cabelos castanhos médios e penteados e olhos azuis.
Em 19 de abril, o Federal Bureau of Investigation conseguiu relacionar as impressões digitais encontradas no rifle a um homem de 40 anos chamado James Earl Ray, e a investigação passou a concentrar-se nele. Em 29 de abril, o engenheiro da cidade de Memphis, Arthur Holbrook, determinou a distância e o ângulo exatos do disparo de Ray, após medições feitas no Motel Lorraine em 23 de abril.
Ao final de abril de 1968, o Federal Bureau of Investigation havia encontrado várias peças de evidência física no quarto 5B. Essas evidências incluíam (mas não se limitavam a): vários folículos capilares castanhos, fragmentos de barba de tom castanho escuro a preto (ambos determinados como de origem caucasiana), fibras de algodão verdes e castanhas, manchas de solo marrom, uma caixa de rifle preta, uma caixa de binóculos de papelão, um cartão de impressão digital de Bessie Brewer e vários pedaços de vestuário.

### Relatório da Autópsia

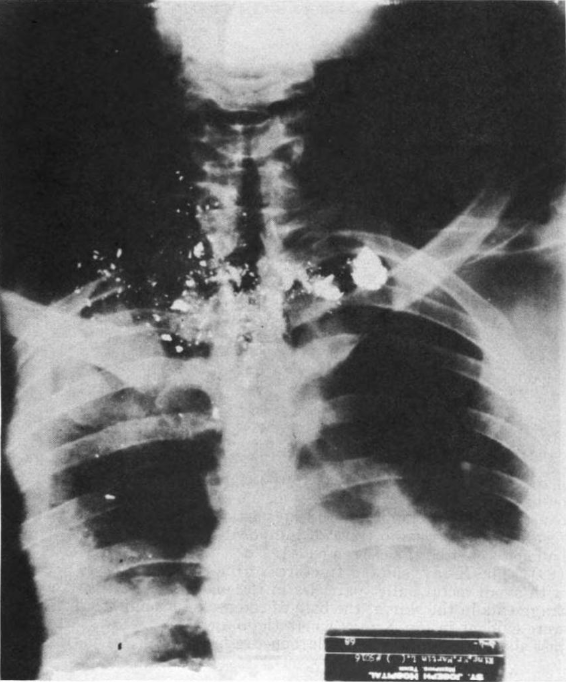
A radiografia do Dr. Martin Luther King Jr. após sua morte, mas antes da autópsia.

Logo após King ser declarado morto, seu corpo foi transferido do Hospital São José para o Hospital John Gaston, onde o Dr. Jerry Francisco realizou uma autópsia por volta das 22h, publicada pela primeira vez em Condado de Shelby, Tennessee em 11 de abril de 1968. Na época de sua morte, King foi descrito como medindo 1,77 m (5'9″, 176,5 cm) de altura, pesando cerca de 63,5 kg e tendo 39 anos de idade.
O diagnóstico anatomopatológico realizado pelo Dr. Francisco indicou que:
Morte foi o resultado de um ferimento por arma de fogo no queixo e no pescoço com uma transecção total da cervical inferior e da medula espinhal torácica superior e de outras estruturas do pescoço. A direção do ferimento foi de frente para trás, de cima para baixo e da direita para a esquerda. O corte na medula espinhal [...] foi um ferimento que se mostrou fatal muito pouco tempo após sua ocorrência. página 1.
Foi ainda determinado que King foi atingido no lado direito do rosto, a cerca de 3,8 cm abaixo do "ângulo da boca". O projétil entrou pela mandíbula direita, adentrou a cavidade pleural direita, fraturou o osso da mandíbula e saiu pelo lado direito do queixo. O projétil então reentrou pela base do pescoço de King, continuando por sua fossa supraclavicular direita. O projétil deixou um ferimento de 7,6 cm na bochecha direita de King, e feriu sua veia jugular externa, artéria vertebral e artéria subclávia, antes de se alojar próximo à parte de trás da escápula esquerda.

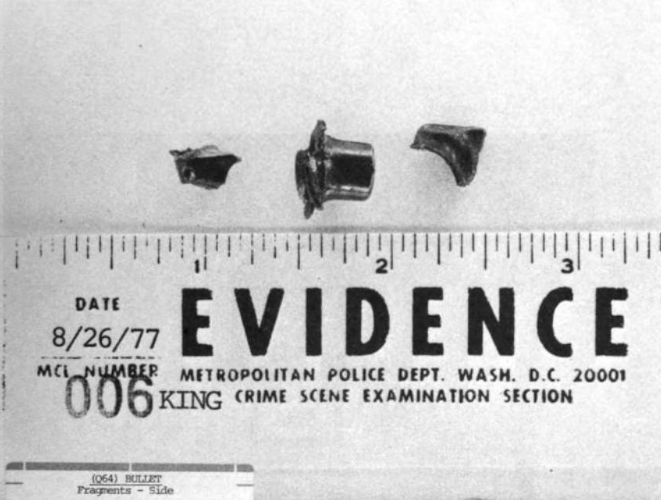
3 fragmentos de bala recuperados do corpo de King após seu assassinato.

Também foi observado uma cicatriz de 20,3 cm acima do peito direito de King e outra de 16,5 cm na parte superior do tórax. Contudo, essas cicatrizes foram atribuídas à tentativa de assassinato de 1958, não à bala disparada por Ray. Após a remoção do projétil do corpo de King, determinou-se que não havia outras descobertas pertinentes. A causa oficial da morte foi listada como "colapso hemodinâmico por choque hemorrágico". Mesmo que King tivesse sobrevivido, determinou-se que os ferimentos causados à sua medula espinhal teriam o deixado quadriplégico. King também apresentava um nível de álcool no sangue de 0,01% em amostras de seu sangue e urina.
Foram recuperados 3 fragmentos de bala do corpo de King, encontrados em sua costas durante a autópsia, extraídos pelo Dr. Francisco. Por fim, de acordo com Ben Branch, a autópsia de King revelou também que seu coração apresentava as características de um homem de 60 anos, em vez de um de 39, como King, fato que Branch atribuiu ao estresse decorrente dos 13 anos de envolvimento de King no movimento dos direitos civis.

## Funeral
Uma multidão de 300.000 pessoas compareceu ao funeral de King em 9 de abril. O vice-presidente Hubert Humphrey compareceu em nome de Johnson, que estava em uma reunião sobre a Guerra do Vietnã em Camp David; havia temores de que Johnson pudesse ser alvo de protestos e críticas devido à guerra se comparecesse ao funeral. A pedido de sua viúva, o último sermão de King na Igreja Batista Ebenezer foi reproduzido durante o funeral; tratava-se de uma gravação de seu sermão "Drum Major", proferido em 4 de fevereiro de 1968. Nesse sermão, ele pediu que, durante seu funeral, não se mencionassem seus prêmios e honrarias, mas que se dissesse que ele tentou "alimentar os famintos", "vestir os nus", "se posicionar corretamente na questão da guerra [do Vietnã]" e "amar e servir a humanidade".

## Autor do crime

### Atividades Alegadas

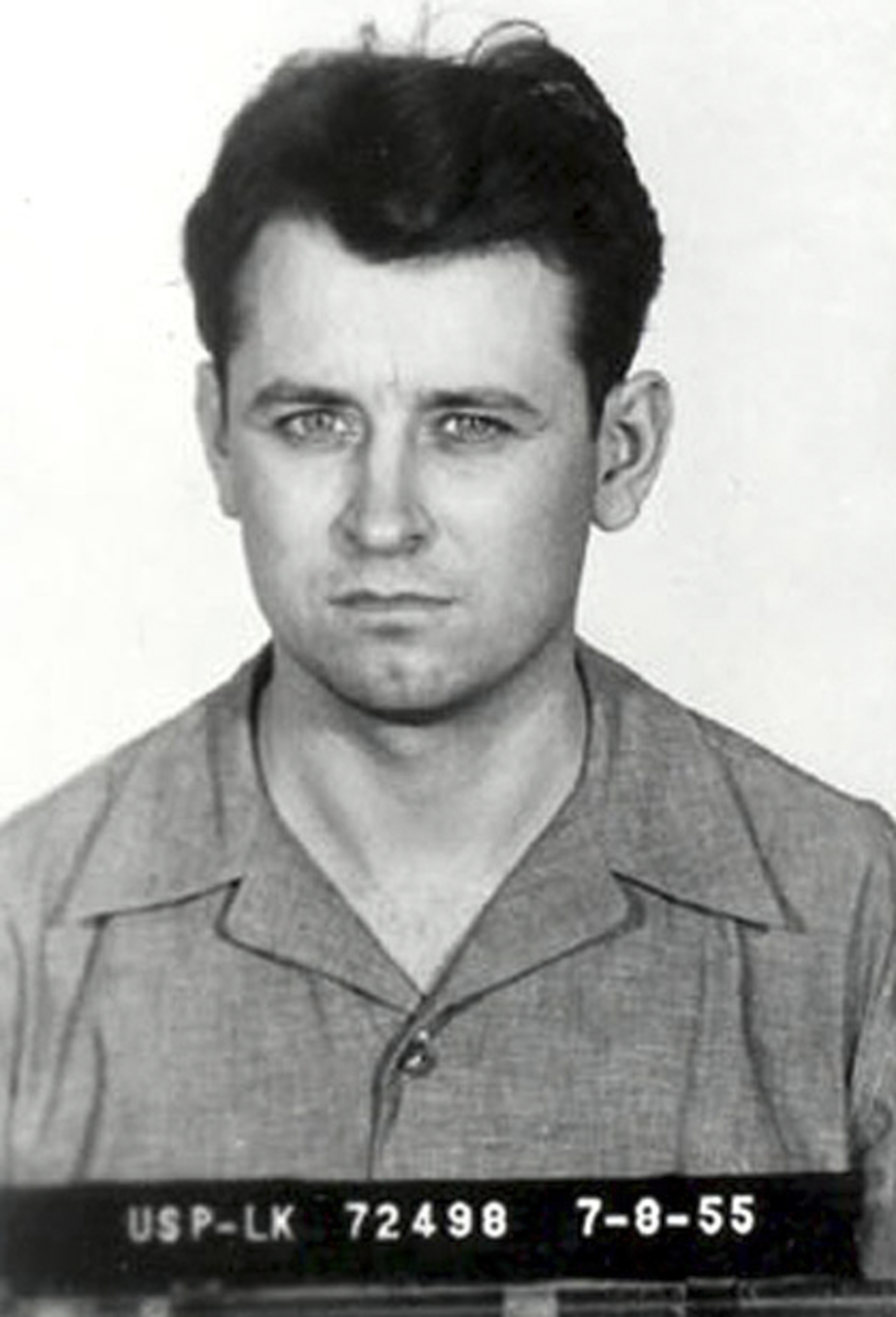
O foto de ficha de James Earl Ray, o acusado de assassinar Martin Luther King Jr..

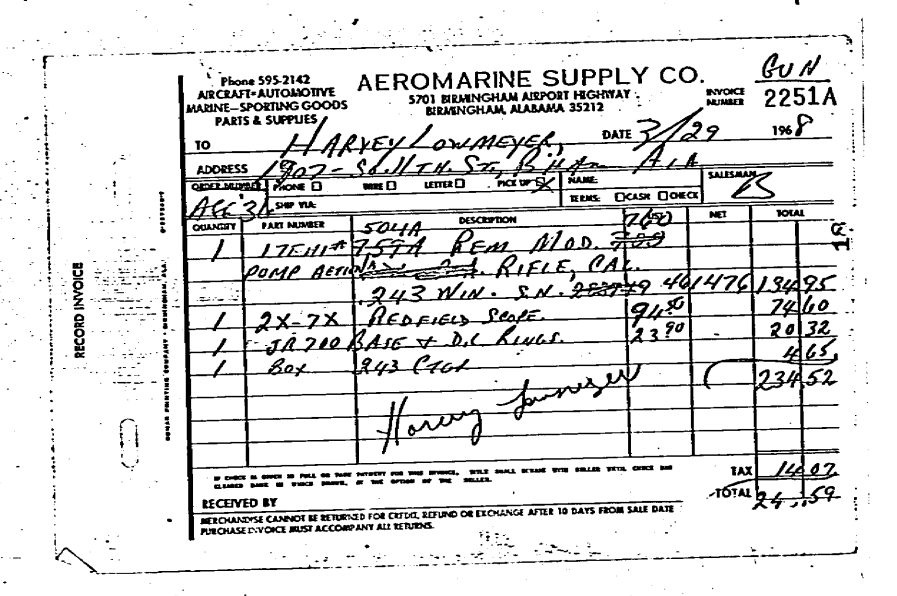
O registro de compra do rifle usado por James Earl Ray (sob o nome de Harvey Lowmeyer) para comprar o rifle Remington Modelo 760 que ele usaria posteriormente para matar o Dr. King, na Aeromine Supply Company.

A investigação do FBI encontrou impressões digitais em diversos objetos deixados no banheiro de onde o disparo foi efetuado. As evidências incluíam um rifle Remington Gamemaster, de onde foi disparado ao menos um tiro. As impressões digitais foram rastreadas até um condenado em fuga chamado James Earl Ray. Segundo o Federal Bureau of Investigation e o Comitê Seletivo da Câmara dos Representantes para Assassinatos, Ray havia escapado da Penitenciária Estadual do Missouri utilizando um caminhão de padaria em 23 de abril de 1967, após cumprir 7 anos de prisão por roubo.
Em 22 de março do ano seguinte, Ray dirigiu até Selma, Alabama e começou a perseguir o Dr. King. Em 29 de março, Ray comprou munição para um rifle calibre .243 em Bessemer, Alabama, antes de adquirir um rifle rifle Remington Modelo 760 de um revendedor de armas em Birmingham, Alabama, usando o nome falso de Harvey Lowmeyer em 30 de março.
Em 1º de abril, a SCLC anunciou que King participaria de uma marcha em 8 de abril, e Ray dirigiu por 7 horas até Memphis, Tennessee em 3 de abril. Depois, usando o nome de Eric Galt, Ray registrou-se no quarto 34 do Hotel Rebel Motor. No dia seguinte, Ray deixou seu quarto no Hotel Rebel Motor antes do horário de checkout, às 13h, e dirigiu-se à pensão de Bessie Brewer, localizada na 422 1/2 South Main Street, alugando o quarto 5B sob o nome de John Willard. Em torno das 16h, Ray comprou um par de binóculos, retornando ao seu quarto às 17h e efetuando o disparo que matou King pela janela do banheiro às 18h01.

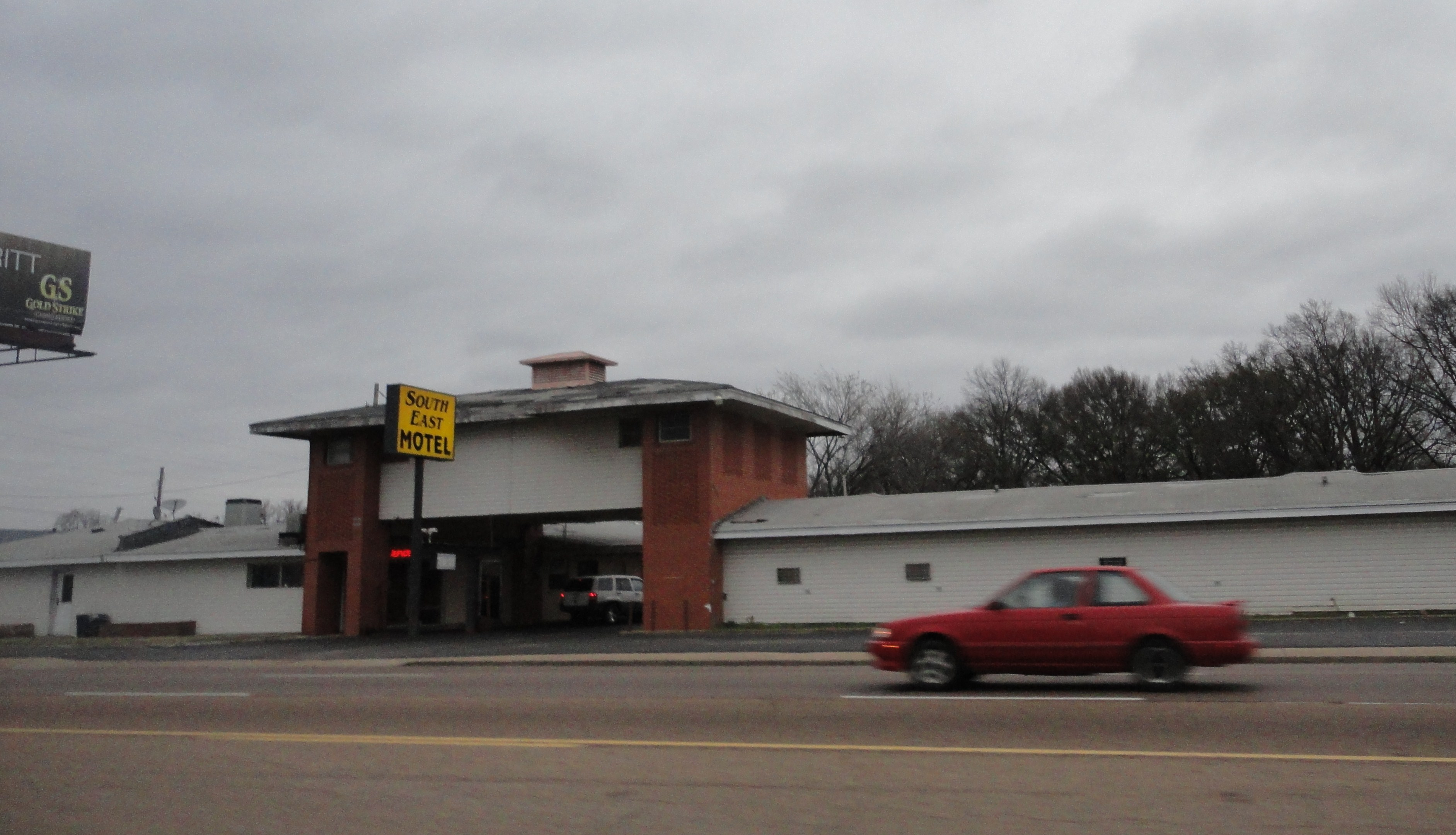
O antigo "Hotel Rebel Motor" onde James Earl Ray se hospedou antes de atirar em King
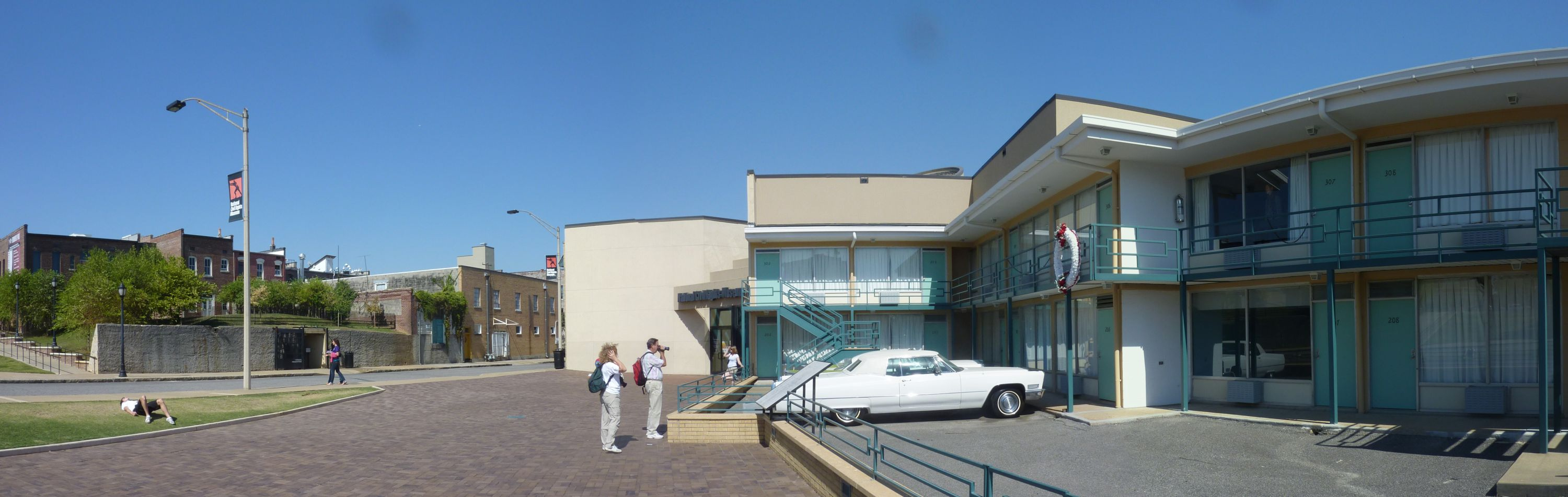
Vista ampla do Motel Lorraine e da pensão de onde James Earl Ray assassinou King (mostrado à esquerda do poste de iluminação).
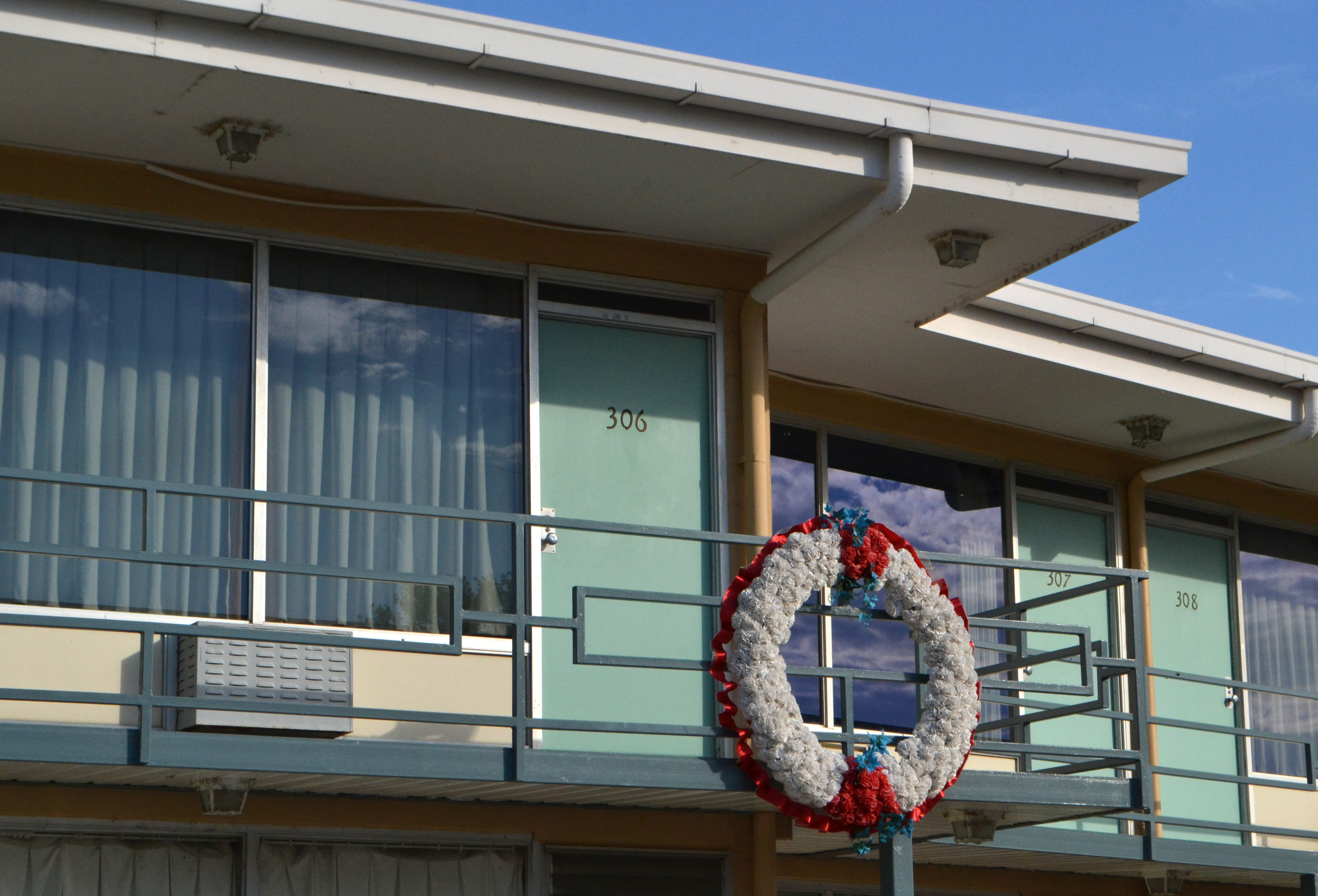
Close-up da posição aproximada de King quando foi baleado. A porta do quarto 306 e a sacada do segundo andar do Motel Lorraine também estão visíveis.
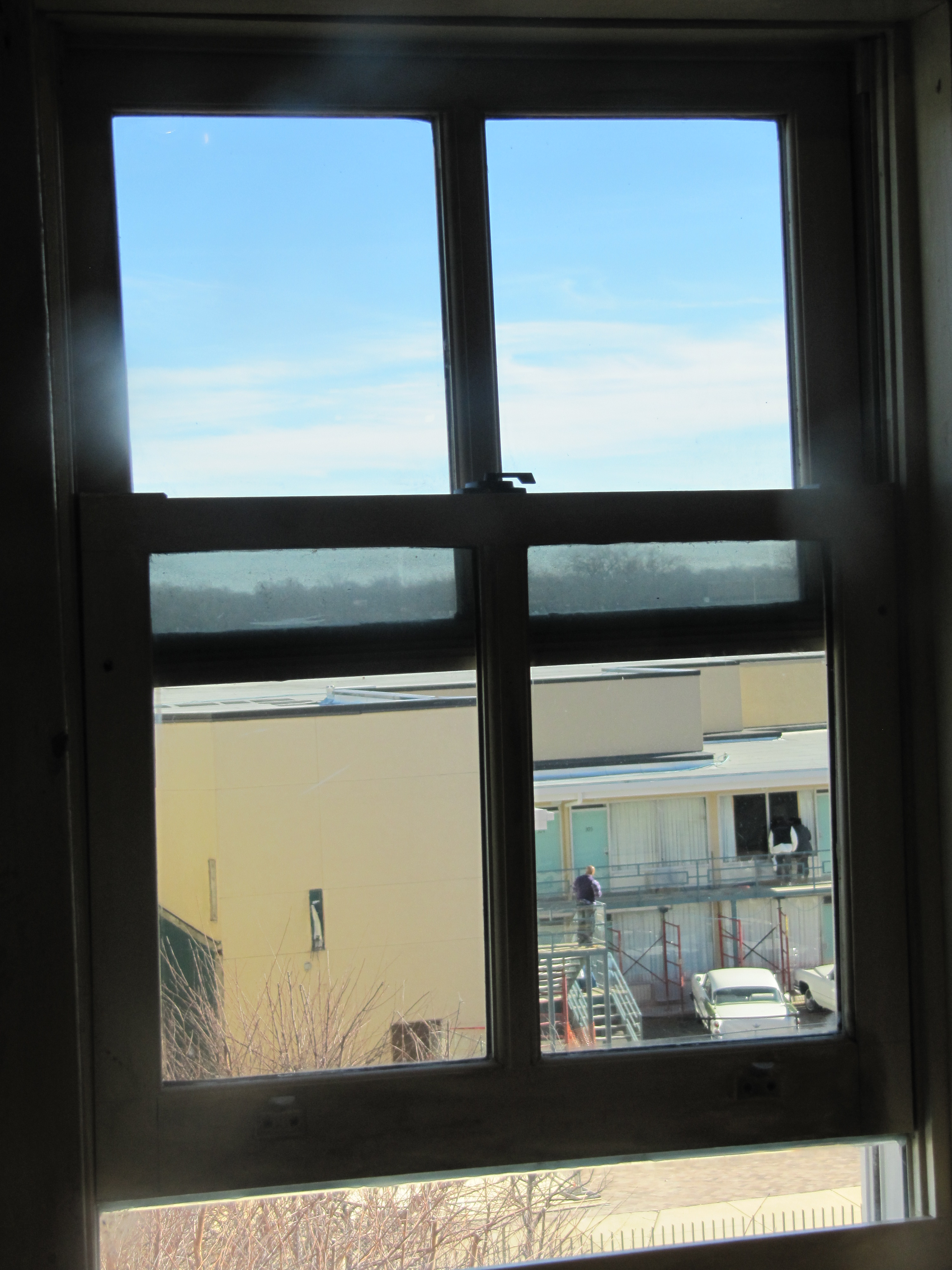
Vista do Motel Lorraine a partir da janela do quarto 5B.
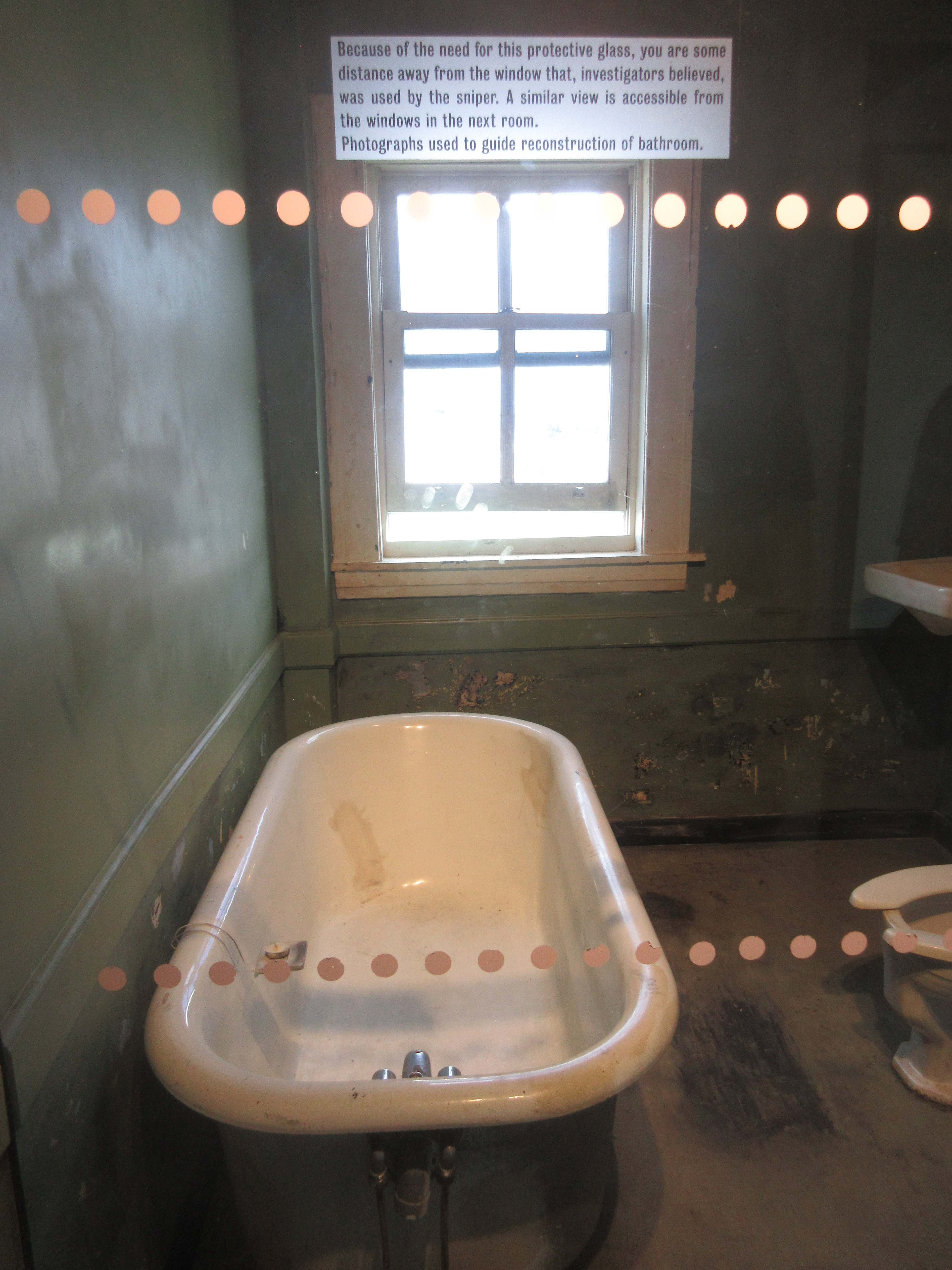
O banheiro do quarto 5B, de onde se acredita que Ray efetuou o disparo.

### Fuga e Captura

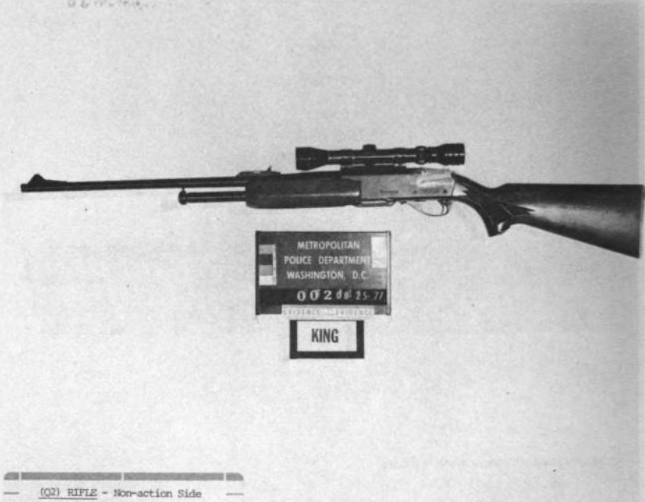
O Remington Gamemaster Modelo 760 que Ray supostamente usou para assassinar o Dr. Martin Luther King Jr., encontrado apenas meia hora após o disparo.

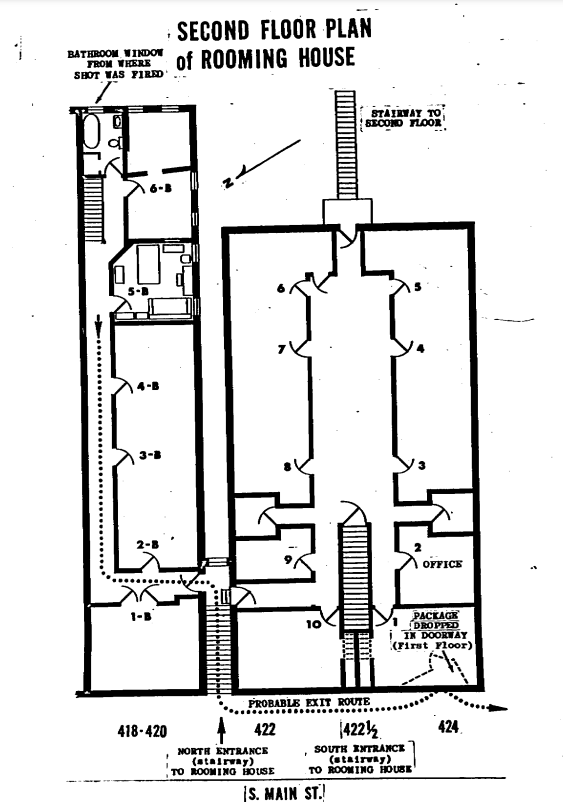
Um diagrama feito pelo Federal Bureau of Investigation do segundo andar da pensão de Bessie Brewer, mostrando a janela do banheiro de onde Ray supostamente atirou, bem como sua provável rota de fuga.

Logo após o disparo que matou King, testemunhas viram um homem branco, posteriormente identificado como James Earl Ray, fugindo de uma pensão em frente ao Motel Lorraine. Às 18h10, a primeira descrição do atirador foi transmitida, antes que a polícia encontrasse um pacote abandonado no quarto 5B. Esse pacote incluía um rifle e um par de binóculos, ambos com as impressões digitais de Ray. Após sua descoberta, às 18h30, esse conjunto foi entregue ao Federal Bureau of Investigation às 20h15.
Após uma caçada que durou mais de 2 meses, Ray foi capturado no Aeroporto de Heathrow de Londres enquanto tentava partir para Bruxelas, Bélgica usando um passaporte canadense falsificado, sob o nome de Ramon George Sneyd, em 8 de junho de 1968.> No balcão de check-in, o agente notou que o nome em seu passaporte constava em uma lista de vigilância da Polícia Montada Real Canadense.
Ray foi então extraditado para Memphis em 19 de julho, antes de confessar o assassinato em 10 de março de 1969, no dia de seu 41º aniversário. Sob a orientação de seu advogado, Percy Foreman, Ray se declarou culpado para evitar uma condenação e a potencial pena de morte. Ele foi condenado a 99 anos de prisão, mas recuou de sua confissão três dias depois.
Ray e outros sete condenados fugiram da Penitenciária Estadual de Brushy Mountain em Petros, Tennessee em 10 de junho de 1977. Todos os 8 fugitivos foram recapturados em 13 de junho e retornaram à prisão. Um ano foi adicionado à pena de Ray. Uma nova tentativa de fuga foi realizada por Ray em 9 de novembro de 1979, mas o plano foi frustrado quando um guarda o avistou rastejando ao longo da base do muro da prisão, coberto por um cobertor de padrão camuflagem.
Ray passou o restante de sua vida tentando, sem sucesso, retirar sua declaração de culpa e obter um julgamento completo. Em 1997, o filho de King, Dexter King, encontrou-se com Ray; ele publicamente apoiou os esforços de Ray para conseguir um novo julgamento. William Francis Pepper permaneceu como advogado de Ray até sua morte. Ele continuou a lutar para conseguir um julgamento em nome da família King, que não acredita que Ray tenha sido o responsável, alegando que houve uma conspiração de elementos do governo contra King.
Ray morreu na prisão em 23 de abril de 1998, aos 70 anos, de falência hepática causada por hepatite C após ser hospitalizado mais de 15 vezes e entrar em coma em 3 ocasiões. Não foi determinado de forma conclusiva como Ray contraiu a infecção viral, mas algumas fontes afirmam que ele foi esfaqueado enquanto estava na prisão.

## Envolvimento governamental alegado
Em 1977, Ray dispensou Foreman e afirmou que um homem que conhecera em Montreal com o pseudônimo "Raoul" estava envolvido, assim como o irmão de Ray, Johnny, mas que o próprio Ray não participara. Segundo seu novo advogado, Jack Kershaw, embora ele não "atirasse pessoalmente em King", poderia ter sido "parcialmente responsável sem saber." Em maio de 1977, Kershaw apresentou evidências ao Comitê Seletivo da Câmara dos Representantes para Assassinatos que, segundo ele, exoneravam seu cliente, mas os testes não foram conclusivos. Kershaw também afirmou que Ray estava em outro local quando os disparos foram efetuados, mas não conseguiu encontrar testemunha que corroborasse tal alegação.
Porém, já em agosto de 1979, Jesse Jackson estava convencido de que Ray era inocente, chegando a escrever o prefácio para o livro Who Killed Martin Luther King?: The True Story by the Alleged Assassin em 1991. A família King, juntamente com outros amigos de King, acreditava que seu assassinato poderia ter sido parte de uma conspiração maior envolvendo o governo, já que a Casa Branca aprovou esforços para difamar a reputação de King, tentando ligá-lo ao Partido Comunista. Tudo isso para dizer que as suspeitas de conspiração surgiram rapidamente.

#### Loyd Jowers
Em dezembro de 1993, Loyd Jowers, um homem branco de Memphis com interesses comerciais nas proximidades do local do assassinato, apareceu no programa Prime Time Live da ABC. Ele ganhou notoriedade ao afirmar que conspirara com a máfia e o governo federal para matar King. Segundo Jowers, Ray foi um bode expiatório e não teve envolvimento direto no disparo. Jowers afirmou ter contratado alguém para matar King como um favor a um amigo da máfia, Frank Liberto, um comerciante de hortifrúti que faleceu antes de 1993.
De acordo com o Departamento de Justiça, Jowers identificou de forma inconsistente pessoas diferentes como o assassino de King desde 1993. Ele chegou a afirmar que o atirador era: (1) um homem afro-americano que estava na South Main Street na noite do assassinato (o "Homem da South Main Street"); (2) "Raoul"; (3) um "Tenente" branco da Polícia de Memphis; e (4) uma pessoa que ele não reconhecia. O Departamento de Justiça não considera as acusações de Jowers credíveis e se refere a dois dos indivíduos acusados por pseudônimo. Informou ainda que as evidências supostamente que sustentavam a existência de "Raoul" eram duvidosas.

#### Coretta Scott King v. Loyd Jowers
Em 1997, o filho de King, Dexter King, encontrou-se com Ray e lhe perguntou: "Eu só quero perguntar, para registro, hum, você matou meu pai?" Ray respondeu: "Não. Eu não matei," e King disse a Ray que ele, juntamente com a família King, acreditava nele. A família King exigiu que Ray tivesse um novo julgamento. Em 1999, a família entrou com um processo civil contra Jowers e co-conspiradores não identificados pela reivindicação por morte injusta de King. O processo, Coretta Scott King, et al. vs. Loyd Jowers et al., Processo nº 97242, foi julgado no tribunal de circuito do Condado de Shelby, Tennessee, de 15 de novembro a 8 de dezembro de 1999.
O advogado William Francis Pepper, representando a família King, apresentou evidências de 70 testemunhas e 4.000 páginas de transcrições. Pepper alega em seu livro An Act of State (2003) que as evidências implicavam o FBI, a CIA, o Exército dos EUA, a Polícia de Memphis e o crime organizado no assassinato. A ação alegava envolvimento governamental; contudo, nenhum funcionário ou agência governamental foi citado ou envolvido no processo, de forma que não houve defesa ou apresentação e contestação de evidências por parte do governo. O júri, composto por seis negros e seis brancos, concluiu que King foi vítima de uma conspiração envolvendo a polícia de Memphis e agências federais, responsabilizando civilmente Jowers e co-réus não identificados e concedendo à família 100 dólares.
O promotor adjunto local, John Campbell, que não participou do caso, afirmou que o processo era falho e "desconsiderou tantas evidências contraditórias que jamais foram apresentadas". Esse veredicto civil contra Jowers tem sido usado por alguns para afirmar a inocência criminal de Ray, o que a família King sempre manteve, mas isso não tem qualquer implicação sobre a declaração de culpa de Ray. Nos Estados Unidos, os julgamentos civis e criminais são sempre processados de forma independente. A família afirmou ter pedido apenas 100 dólares de indenização para demonstrar que não buscava ganho financeiro. Dexter King chamou o veredicto de "uma vindicação para nós". Em coletiva de imprensa após o julgamento, ele e sua mãe, Coretta Scott King, disseram aos repórteres que acreditavam que a máfia e agências governamentais em níveis estadual, local e federal conspiraram para planejar o assassinato e incriminar Ray como atirador. Quando perguntado a quem a família acreditava ser o verdadeiro assassino, Dexter King disse que Jowers havia identificado o Tenente Earl Clark, da Polícia de Memphis, como o atirador.

#### Evidências Contrárias

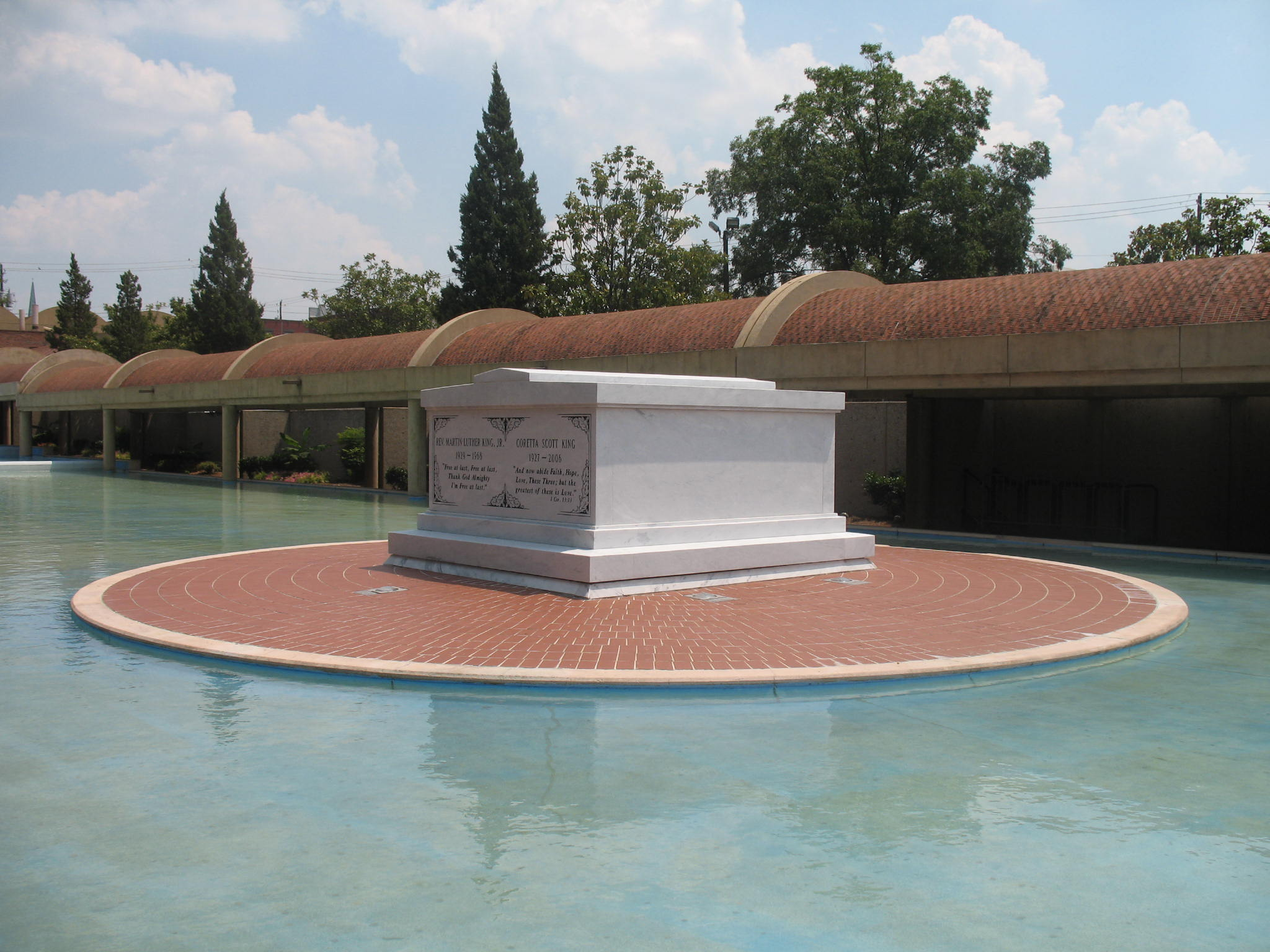
O túmulo de Martin Luther King e Coretta Scott King, localizado no terreno do King Center em Atlanta

Em 2000, o Departamento de Justiça dos Estados Unidos concluiu sua investigação sobre as alegações de Jowers, não encontrando evidências que sustentassem as acusações de conspiração. O relatório recomendou que não fossem feitas novas investigações, a menos que novos fatos confiáveis fossem apresentados.

### Outras teorias
Em 1998, a CBS noticiou que dois testes balísticos distintos realizados com o Remington Gamemaster supostamente usado por Ray no assassinato foram inconclusivos. Algumas testemunhas que estavam com King no momento do disparo afirmaram que o tiro teria sido efetuado de um local diferente e não da janela de Ray; elas acreditavam que a origem do disparo estava em um ponto atrás de uma densa vegetação próxima à pensão.
O amigo e organizador da SCLC, Reverendo James Lawson, sugeriu que a iminente ocupação de Washington, D.C. pela Campanha dos Pobres foi o principal motivo para o assassinato. Lawson também observou, durante o processo civil, que King alienou o presidente Johnson e outros poderosos atores governamentais quando repudiou a Guerra do Vietnã em 4 de abril de 1967—exatamente um ano antes do assassinato.
Algumas evidências sugeriram que King havia sido alvo do COINTELPRO e que estava sob vigilância por agências de inteligência militar durante o período que antecedeu seu assassinato, sob o codinome Operação Lantern Spike.
O ministro Ronald Denton Wilson afirmou que seu pai, Henry Clay Wilson, foi o responsável pelo assassinato de King. Ele declarou: "Não foi por questões raciais; ele achava que Martin Luther King estava ligado ao comunismo, e queria tirá-lo do caminho." Contudo, supostamente Wilson já havia admitido anteriormente que seu pai era membro do Ku Klux Klan.
Em 2004, Jesse Jackson, que estava com King quando este foi assassinado, comentou:
O fato é que houve sabotadores para atrapalhar a marcha. [E] dentro da nossa própria organização, encontramos uma pessoa muito importante que estava na folha de pagamento do governo. Assim, houve infiltração interna, sabotadores externos e ataques da imprensa. Eu jamais acreditarei que James Earl Ray teve o motivo, o dinheiro e a mobilidade para fazer isso sozinho. Nosso governo esteve muito envolvido em preparar o terreno e, acredito, até na rota de fuga de James Earl Ray.
Segundo o biógrafo Taylor Branch, o amigo e colega de King, James Bevel, resumiu de forma mais direta: "Não há como um garoto branco de dez centavos elaborar um plano para matar um homem negro de um milhão de dólares."

### Ordem executiva para liberação de registros governamentais
Em 23 de janeiro de 2025, o presidente Donald Trump assinou uma ordem executiva de desclassificação dos documentos referentes ao assassinato de King, assim como os referentes aos assassinatos de John F. Kennedy e Robert F. Kennedy.